# Cuerpo de Voluntarios Serbios
El Cuerpo de Voluntarios Serbios o Cuerpo Serbio de Voluntarios (en serbio: Srpski dobrovoljački korpus, Српски добровољачки корпус) fue una fuerza colaboracionista serbia formada por el dirigente fascista serbio Dimitrije Ljotić. Originalmente dependiente del Gobierno de Salvación Nacional de Serbia del general Milan Nedić, a finales de 1942 pasó a depender del mando militar alemán.

## Origen
El Cuerpo de Voluntarios se llamó originalmente "Destacamentos de Voluntarios Serbios" hasta su paso a mando alemán. Se creó en septiembre de 1941 con beneplácito alemán y estaba comandado por antiguos oficiales del Ejército yugoslavo. En enero de 1942 contaba ya con unos 3.700 hombres. A diferencia de otras fuerzas al servicio del gobierno títere serbio, el Cuerpo estaba formado principalmente por jóvenes voluntarios fascistas y se formó como una unidad del partido fascista de Ljotić. La formación se caracterizaba por su apoyo al sistema totalitario, su intenso chovinismo serbio, su defensa de la ortodoxia serbia y su rechazo al judaísmo, el comunismo, la democracia, la masonería y el movimiento chetnik de Mihajlović.

## Evolución
En 1941 participaron en el arresto y deportación de la población judía, que fue pronto aniquilada.
En el otoño de 1941 participaron en algunas de las matanzas de población civil, en represalia por los actos de la insurgencia, como la matanza de Kragujevac, donde murieron más de 2.778 civiles.
El 10 de abril de 1942 por orden del comandante militar de Serbia, el general Paul Bader, las unidades, numeradas como D-1 a D-19, pasaron a depender directamente de las divisiones alemanas que tenían asignadas las guarniciones del territorio (a la vez que las unidades chetniks dependientes del gobierno pasaban también a depender de ellas, con una numeración diferente).
En noviembre de 1942 pasó a llamarse Cuerpo de Voluntarios Serbios, a depender del Ejército alemán y se limitó el número de sus tropas a 3.600, aunque en agosto de 1943 volvió a crecer (hasta un máximo de 12.000 hombres). Dependía directamente del comandante militar alemán para Serbia. A la vez la mayoría de las unidades chetniks del Gobierno, consideradas poco fiables, fueron disueltas (las últimas en marzo de 1943). Como consecuencia de este control y posterior disolución de las unidades chetniks del Gobierno los chetniks clandestinos recobraron parte de su fuerza y atacaron en ocasiones a unidades del Cuerpo en el verano y el otoño de 1942. A finales de 1943, ante la escasez de voluntarios, tuvo que recurrir al reclutamiento forzoso.
A diferencia de la Guardia Estatal Serbia, débil y poco fiable por haber sido pronto infiltrada por los chetniks,  el Cuerpo se consideró una fuerza de calidad que combatió con éxito tanto contra los partisanos como contra los chetniks de Draža Mihajlović, recibiendo las felicitaciones del mando alemán, que era la única fuerza colaboracionista en la que confiaba en Serbia.
Las tropas de Pavle Đurišić, tras su acuerdo con los alemanes, formaba parte formalmente del Cuerpo, con el nombre de Cuerpo de Voluntarios Montenegrinos. En la primera mitad de 1944 trató, al comienzo con éxito, de detener el avance de los partisanos hacia Serbia. En junio contaba con unos 7000 hombres.
En febrero de 1944 participaron junto con unidades alemanas y búlgaras en la operación de castigo contra los chetniks de Mihajlović tras el Congreso de Ba, con el que estos trataron infructosamente de retomar la iniciativa política de los partisanos. En abril y mayo rechazaron el intento de los partisanos de cruzar a Serbia, en combates a lo largo del río Ibar.

## Últimas acciones
Tras la captura de Serbia por el Ejército soviético y los partisanos las unidades del Cuerpo se trasladaron, junto con otras unidades colaboracionistas, a Eslovenia. Fueron trasportadas a la zona por los alemanes en octubre de 1944 (unos 4000 hombres), para enfrentarse a las unidades partisanas locales. Los alemanes, incapaces de lograr el beneplácito del gobierno croata para el paso de los serbios, los trasladó escondidos entre los refugiados alemanes evacuados de Serbia.
Allí se encontraban también algunas unidades chetniks, al mando de Dobroslav Jevđević y Momčilo Đujić y restos de la Guardia Estatal Serbia. Ljotić también se trasladó a Eslovenia. A estas fuerzas se unieron algunos miembros de la Guardia Estatal Serbia, que ingresaron en el Cuerpo de Voluntarios y algunas unidades chetniks eslovenas junto con los Domobran eslovenos. En total, alrededor de 55 000 hombres.
Las tropas de Đurišić, unos 8000 hombres acompañados de unos 3000 civiles, desoyeron las propuestas de Ljotić de trasladarse a comienzos de 1945 a Eslovenia junto al resto de fuerzas proalemanas y siguieron la orden de Mihajlović de concentrarse en el noreste de Bosnia, a donde llegaron a finales de febrero. Posteriormente parte de las fuerzas de Đurišić y otros comandantes chetniks decidieron no seguir a Mihajlović en su regreso a Serbia y tratar de alcanzar Eslovenia, pero fueron prácticamente aniquilados en varios encuentros con tropas croatas.
El plan de Ljotić era concentrar las unidades antipartisanas lo más cerca posible de la frontera italiana y tratar de lograr la protección de los Aliados occidentales. Los restos de estas fuerzas consiguieron pasar a Austria (11 de mayo de 1945) pero en mayo fueron devueltas a territorio yugoslavo, donde fueron liquidadas por los partisanos.